# Lesmont
Lesmont est une commune française, située dans le département de l'Aube en région Grand Est.
Ses habitants sont les Queuntones et les Queuntons.

## Géographie
|                 | Chalette-sur-Voire | Bétignicourt                 |
| Molins-sur-Aube | Lesmont            | Saint-Christophe-Dodinicourt |
| Pel-et-Der      | Précy-Notre-Dame   | Précy-Saint-Martin           |

Lesmont est située sur la rive droite de l'Aube, à l'extrémité de la colline qui part de Brienne-le-Château et passe par Saint-Léger-sous-Brienne, Epagne et Précy-Saint-Martin.

### Hydrographie
La commune est dans la région hydrographique « la Seine de sa source au confluent de l'Oise (exclu) » au sein du bassin Seine-Normandie. Elle est drainée par l'Aube, la Voire, le canal de Yon, la Voire et divers autres petits cours d'eau,.
L'Aube, d'une longueur de 249 km, prend sa source dans la commune d'Auberive et se jette  dans la Seine à Marcilly-sur-Seine, après avoir traversé 82 communes.
La Voire, d'une longueur de 56 km, prend sa source dans la commune de Dommartin-le-Franc et se jette  dans l'Aube à Molins-sur-Aube, après avoir traversé 21 communes.

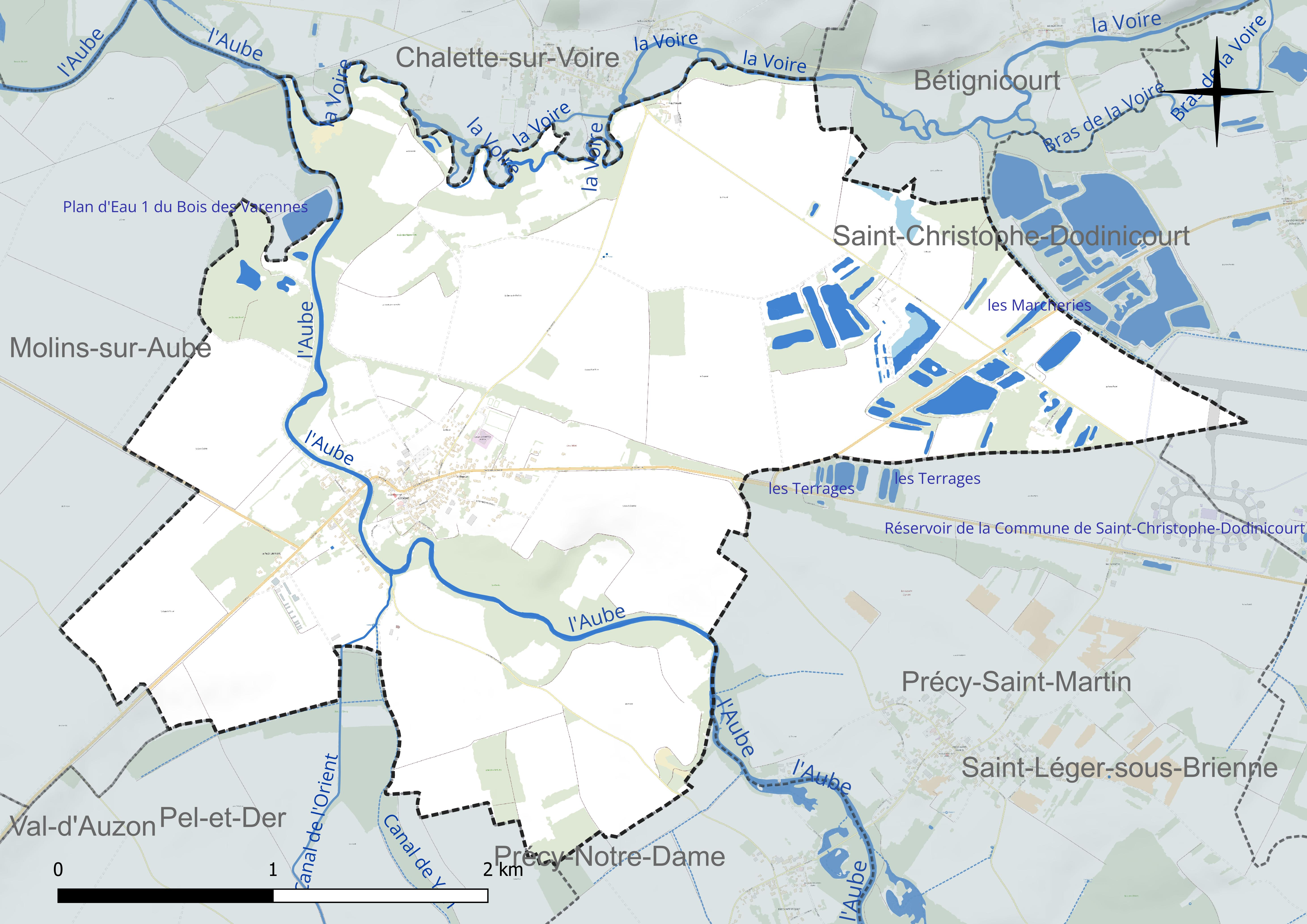
Réseau hydrographique de Lesmont.

Un plan d'eau complète le réseau hydrographique : le plan d'eau 1 du Bois des Varennes, d'une superficie totale de 3,1 ha (0 ha sur la commune),.

### Climat
Pour des articles plus généraux, voir Climat du Grand Est et Climat de l'Aube.
En 2010, le climat de la commune est de type climat océanique dégradé des plaines du Centre et du Nord, selon une étude du Centre national de la recherche scientifique s'appuyant sur une série de données couvrant la période 1971-2000. En 2020, Météo-France publie une typologie des climats de la France métropolitaine dans laquelle la commune est exposée à un climat océanique altéré et est dans la région climatique Lorraine, plateau de Langres, Morvan, caractérisée par un hiver rude (1,5 °C), des vents modérés et des brouillards fréquents en automne et hiver.
Pour la période 1971-2000, la température annuelle moyenne est de 10,5 °C, avec une amplitude thermique annuelle de 16,2 °C. Le cumul annuel moyen de précipitations est de 744 mm, avec 11,8 jours de précipitations en janvier et 8,2 jours en juillet. Pour la période 1991-2020, la température moyenne annuelle observée sur la station météorologique de Météo-France la plus proche, « Mathaux-Étape », sur la commune de Mathaux à 8 km à vol d'oiseau, est de 11,5 °C et le cumul annuel moyen de précipitations est de 733,9 mm. 
La température maximale relevée sur cette station est de 41,5 °C, atteinte le 25 juillet 2019 ; la température minimale est de −18 °C, atteinte le 2 janvier 1997,,.
Les paramètres climatiques de la commune ont été estimés pour le milieu du siècle (2041-2070) selon différents scénarios d'émission de gaz à effet de serre à partir des nouvelles projections climatiques de référence DRIAS-2020. Ils sont consultables sur un site dédié publié par Météo-France en novembre 2022.

## Urbanisme

### Typologie
Au 1er janvier 2024, Lesmont est catégorisée commune rurale à habitat dispersé, selon la nouvelle grille communale de densité à 7 niveaux définie par l'Insee en 2022.
Elle est située hors unité urbaine. Par ailleurs la commune fait partie de l'aire d'attraction de Troyes, dont elle est une commune de la couronne,. Cette aire, qui regroupe 209 communes, est catégorisée dans les aires de 200 000 à moins de 700 000 habitants,.

### Occupation des sols
L'occupation des sols de la commune, telle qu'elle ressort de la base de données européenne d’occupation biophysique des sols Corine Land Cover (CLC), est marquée par l'importance des territoires agricoles (82,8 % en 2018), en augmentation par rapport à 1990 (80,2 %). La répartition détaillée en 2018 est la suivante : 
terres arables (55,5 %), zones agricoles hétérogènes (27,3 %), forêts (13,4 %), zones urbanisées (3 %), zones industrielles ou commerciales et réseaux de communication (0,7 %), eaux continentales (0,1 %). L'évolution de l’occupation des sols de la commune et de ses infrastructures peut être observée sur les différentes représentations cartographiques du territoire : la carte de Cassini (XVIIIe siècle), la carte d'état-major (1820-1866) et les cartes ou photos aériennes de l'IGN pour la période actuelle (1950 à aujourd'hui).

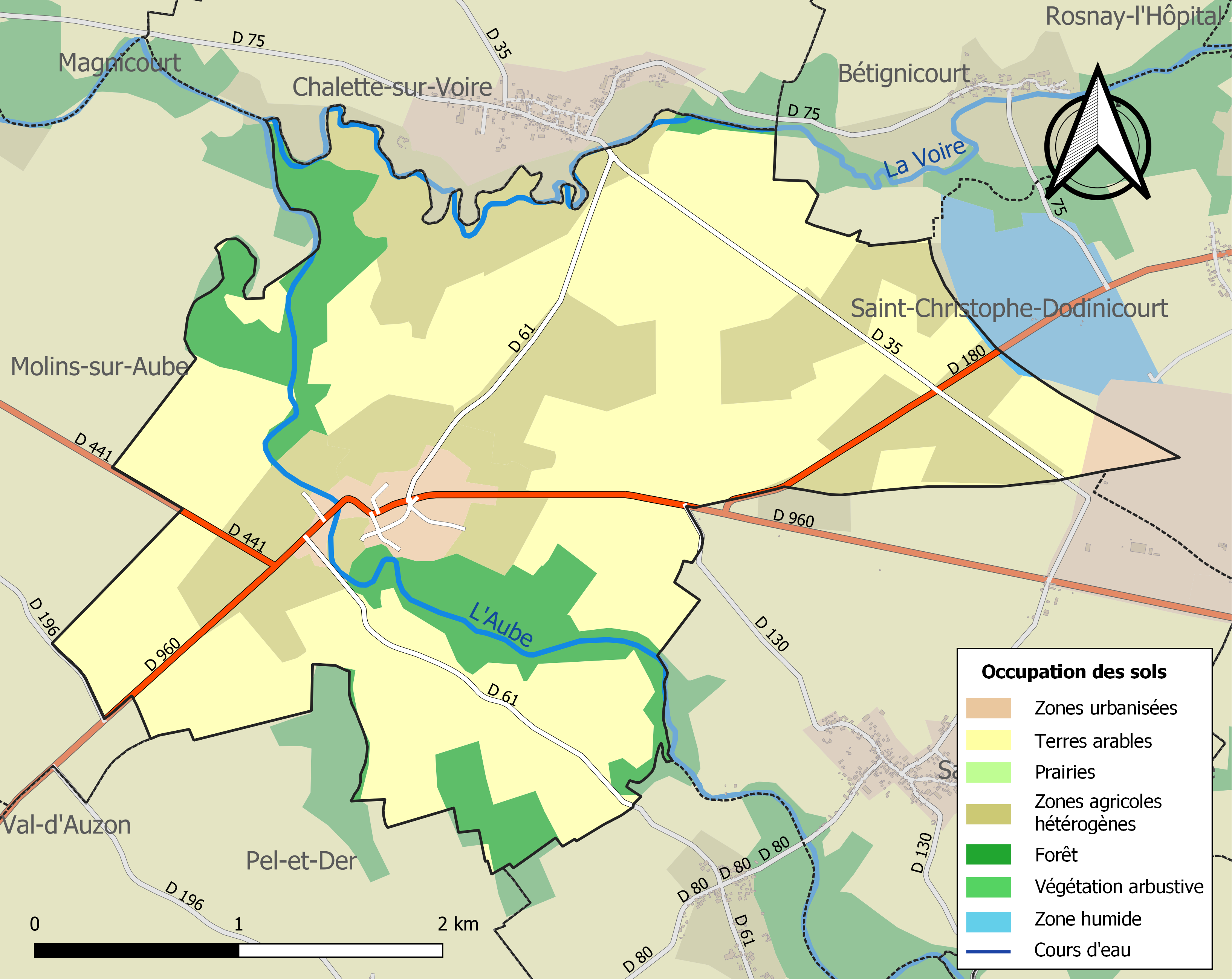
Carte des infrastructures et de l'occupation des sols de la commune en 2018 (CLC).

## Histoire
- Une tradition locale conserve la mémoire d'un camp romain à proximité des voies romaines Naix – Bar-le-Duc et Boulogne – Lyon qui se rejoignaient à Lesmont.
- En 858, Lesmont est mentionnée dans un acte signé par Charles le Chauve.
- Un acte de François Ier, d'avril 1540, autorise la création de trois foires par an et d'un marché par semaine à Lesmont. Cet acte est signé en faveur d'Antoine de Luxembourg, comte de Brienne, Ligny et Roucy, seigneur de Lesmont.
- En 1725, un incendie détruit le village.
- En 1760, le comte de Lesmont établit un curieux système de péage : 
  - un cheval ayant les quatre pieds blancs : un franc,
  - un char chargé de poissons : 4 sous, 2 deniers, plus une carpe et un brochet,
  - un homme chargé de verres : 2 deniers. S'il vend sa marchandise au lieu dudit comté, il doit un verre au choix du comte, lequel doit au marchand du vin plein le verre,
  - un chaudronnier passant avec ses chaudrons doit 2 deniers, si mieux il n'aime dire un Pater et un Ave devant le château.
- Le 29 janvier 1814, pour bloquer Napoléon, Blücher fait détruire le pont sur l'Aube. Le 30 janvier, Napoléon le fait reconstruire en utilisant les bois de la halle. Le pont est à nouveau détruit le 2 février par Ney pour arrêter les cosaques, qui pour le reconstruire, utilisent le bois de 60 maisons du village (ils en incendient 22 autres, sur un total de 127 maisons).
- La halle est reconstruite en 1855.

## Politique et administration
| Période                                  | Période          | Identité                                      | Étiquette | Qualité                    |
| ---------------------------------------- | ---------------- | --------------------------------------------- | --------- | -------------------------- |
| 1819                                     |                  | Drollet                                       |           |                            |
| 1846                                     |                  | Colarey                                       |           |                            |
| 1857                                     |                  | Meignan                                       |           |                            |
| 1876                                     |                  | Maury                                         |           |                            |
| 1937                                     | 1940             | Pierre Royer                                  |           |                            |
| avant 1988                               | ?                | Julien Bourcier                               |           |                            |
| mars 2001                                | mars 2008        | Bernard Blanchet                              |           |                            |
| mars 2008                                | mars 2014        | François Bradier                              |           |                            |
| mars 2014                                | 1er juillet 2015 | Claude Drujon                                 | DVD       | Retraité Fonction publique |
| septembre 2015                           | en cours         | Xavier Schmidt Réélu pour le mandat 2020-2026 |           |                            |
| Les données manquantes sont à compléter. |                  |                                               |           |                            |

## Démographie
L'évolution du nombre d'habitants est connue à travers les recensements de la population effectués dans la commune depuis 1793. Pour les communes de moins de 10 000 habitants, une enquête de recensement portant sur toute la population est réalisée tous les cinq ans, les populations de référence des années intermédiaires étant quant à elles estimées par interpolation ou extrapolation. Pour la commune, le premier recensement exhaustif entrant dans le cadre du nouveau dispositif a été réalisé en 2006.

En 2022, la commune comptait 301 habitants, en évolution de −2,27 % par rapport à 2016 (Aube : +0,7 %, France hors Mayotte : +2,11 %).
| 1793 | 1800 | 1806 | 1821 | 1831 | 1836 | 1841 | 1846 | 1851 |
| ---- | ---- | ---- | ---- | ---- | ---- | ---- | ---- | ---- |
| 465  | 432  | 486  | 466  | 526  | 567  | 542  | 585  | 615  |

| 1856 | 1861 | 1866 | 1872 | 1876 | 1881 | 1886 | 1891 | 1896 |
| ---- | ---- | ---- | ---- | ---- | ---- | ---- | ---- | ---- |
| 618  | 645  | 625  | 625  | 612  | 584  | 555  | 536  | 480  |

| 1901 | 1906 | 1911 | 1921 | 1926 | 1931 | 1936 | 1946 | 1954 |
| ---- | ---- | ---- | ---- | ---- | ---- | ---- | ---- | ---- |
| 477  | 457  | 443  | 418  | 391  | 374  | 372  | 356  | 342  |

| 1962 | 1968 | 1975 | 1982 | 1990 | 1999 | 2006 | 2011 | 2016 |
| ---- | ---- | ---- | ---- | ---- | ---- | ---- | ---- | ---- |
| 359  | 328  | 260  | 281  | 244  | 301  | 351  | 333  | 308  |

| 2021 | 2022 | - | - | - | - | - | - | - |
| ---- | ---- | - | - | - | - | - | - | - |
| 302  | 301  | - | - | - | - | - | - | - |

## Lieux et monuments

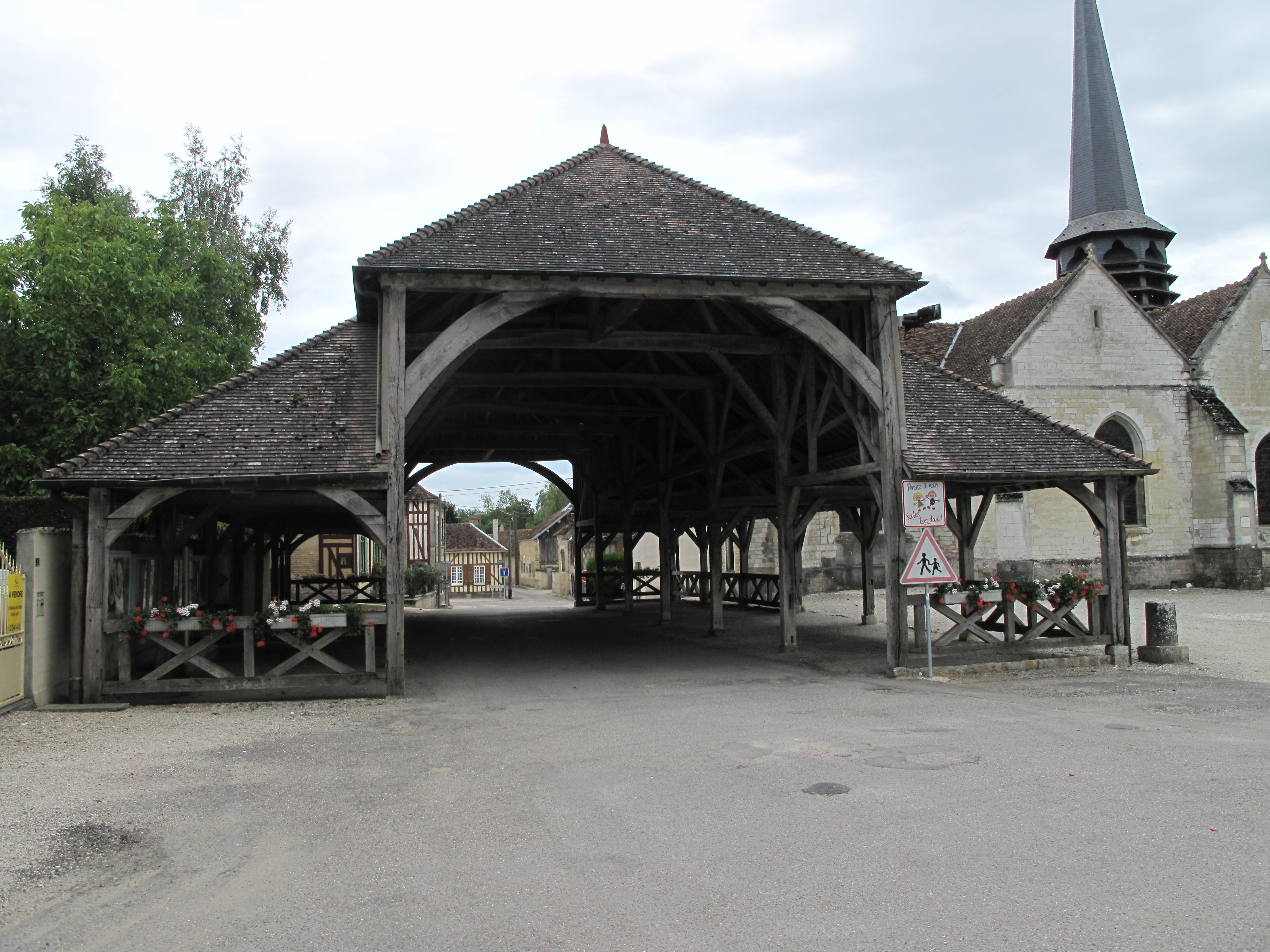
La halle.

### La halle
Depuis le Moyen Âge, plusieurs halles successives abritent foires et marchés (au XIXe siècle, une foire cinq fois par an et un marché une fois par semaine...).
Détruite en 1814, la halle est reconstruite en 1855.
C'est une belle illustration des arts du bois. Les poteaux principaux sont en chêne et la charpente en bois plus léger. Elle est couverte de petites tuiles plates. Elle mesure 27 m de long par 15,1 m de large et 9,3 m de haut.

### Les voies romaines
À la sortie de Lesmont, la voie romaine Naix – Bar-le-Duc, la voie Boulogne – Lyon et un tronçon de raccordement forment un triangle. Elles sont construites en talus pour échapper aux inondations.

### Église Saint-Pierre-ès-Liens

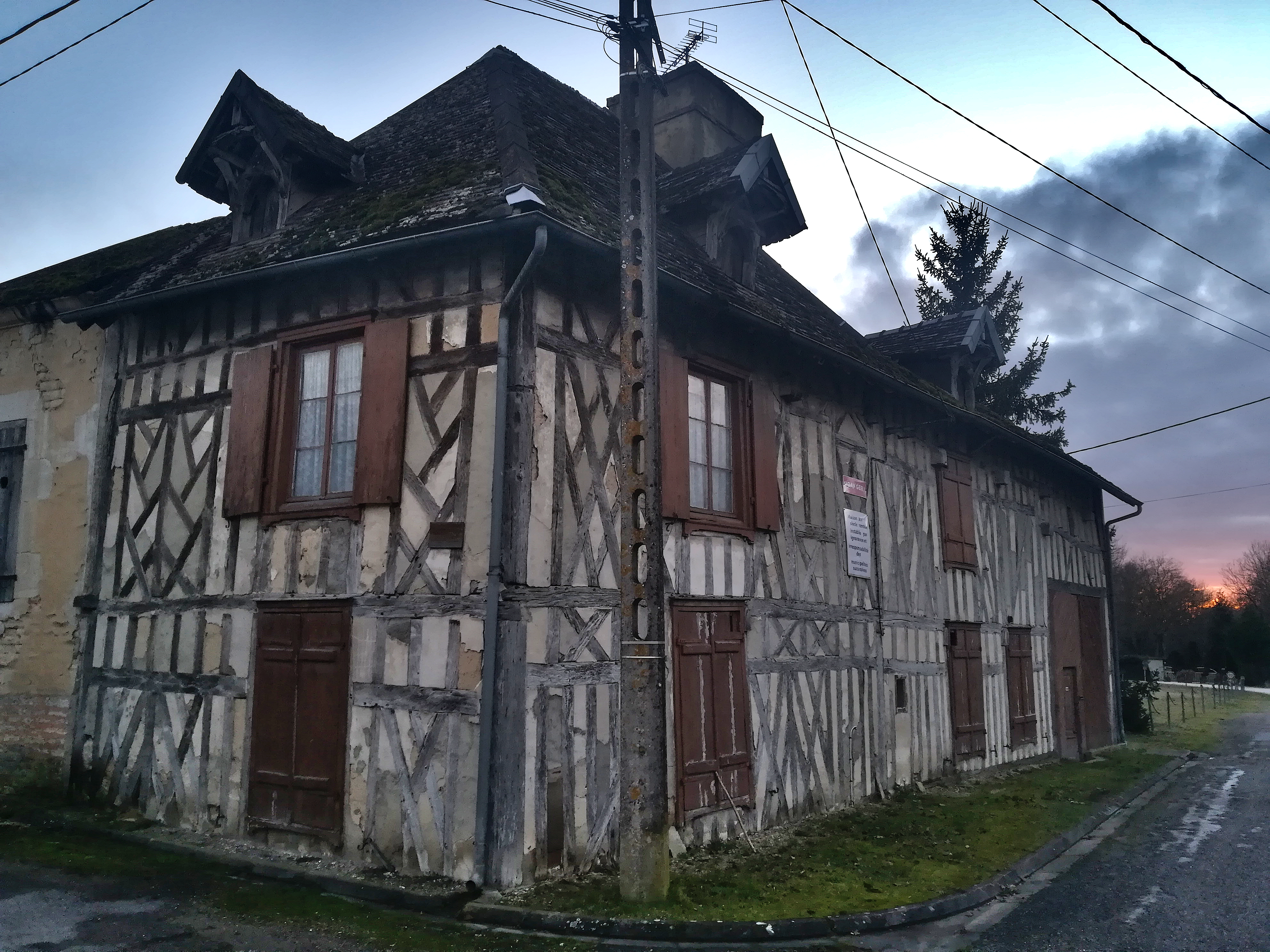
La maison à pans de bois du XVIe siècle en 2022.

Des XIIIe et XVIe siècles. Description mobilier fait par les monuments historiques en 2003.

### Maison à pans de bois
Construite en 1577 (inscrite monument historique).

### Mairie
Construite en 1784, par Edme Perthuisot, avocat au Parlement. Un parc descend jusqu'à l’Aube.

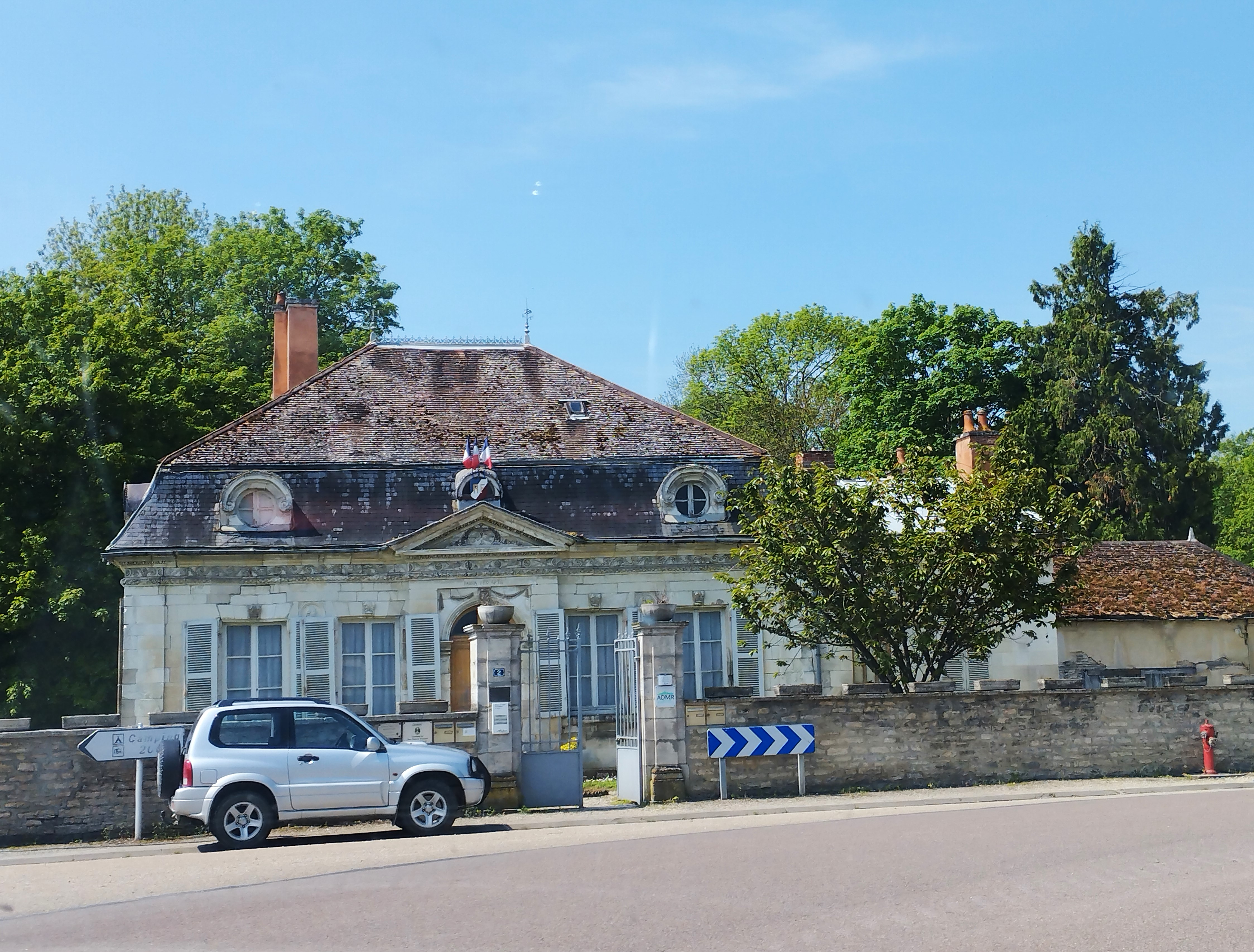
La mairie de Lesmont.

### Camping municipal
En bordure de rivière.

## Personnalités liées à la commune
- Ernest Legrand, né le 4 octobre 1872 à Lesmont et mort le 26 mars 1912 à Paris, sculpteur et peintre français.
- les médaillés de Sainte-Hélène[29] de Lesmont :
  - Auguste Debert, né le 22 mars 1788, caporal au 62e de ligne de 1809 à 1815,
  - Nicolas Drollet, né le 21 janvier 1788, officier de santé de 1806 à 1810,
  - Nicolas Dussard, né le 29 janvier 1788, chasseur à cheval au 24e régiment de 1807 à 1813,
  - Jean Guichard, né le 17 janvier 1793, garde national au 17e bataillon à Sarreguemines de 1812 à 1815
  - Charles Piat, né le 18 avril 1789, voltigeur 7e de ligne de 1808 à 1812,
  - Pierre Piat, né le 12 mars 1788, soldat au 15e régiment du train d'équipages de 1812 à 1815.